# جلوخان

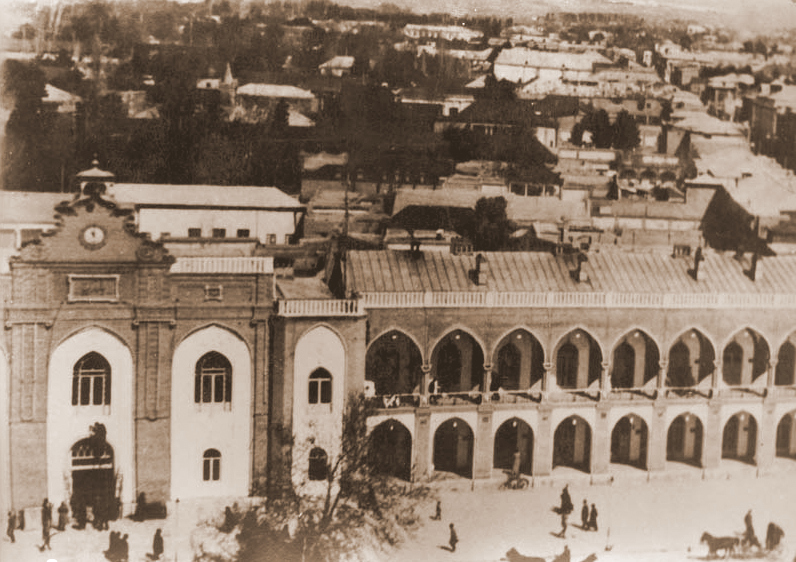
جلوخان در نمای ورودی عمارت شهرداری (تهران)

جلوخان، فضایی وسیع در جلو پیش‌طاق ورودی بعضی از بناهای بزرگ و مهم است. جلوخان به معانی پیشگاهِ‌خانه، میدانگاهِ جلو درِ خانه و محوطه بازِ روبه‌روی درِ خانه و مسجد و کاروانسرا و زیارتگاه به‌کار می‌رود در بعضی از شهرهای ایران، جلوخان یا پیشخان مترادف با پیشطاق نیز هست.
بررسی فضاهای ساخته شده معماری ایران نشان می‌دهد عبور ازیک فضای همگانی به صورتی بلافصل و بی واسطه تحقق نمی‌یافته و همواره فضایی به عنوان یک فصل، فضای همگانی را از فضای اندرون جدا کرده و حایل میان این دو بوده‌است که این مهم با عنصری در معماری به نام جلوخان محقق شده‌است.

## دسته‌بندی جلو خان‌ها
در راستای شناخت بهتر این عنصر در معماری مسکونی بومی ایران، می‌توان جلوخانها را بر اساس شکل، وسعت و همچنین میزان ایفای نقش در زمینه ارتباطات اجتماعی می‌توان به سه دسته کلی طبقه‌بندی نمود.
دسته اول ساده‌ترین شکل جلوخان می‌باشد که در بدنه بیرونی تعداد زیادی از خانه‌های روستایی و شهری مشاهده می‌شود. گاهی به آن پیش تاق نیز گفته می‌شود. این دسته از جلوخانها فضای کوچک‌تری را نسبت به دیگر انواع به خود اختصاص می‌دهند.
در دسته دوم، جلوخان به شکل یک فضای تعریف شده در جلوی ورودی مطرح می‌گردد در این دسته، جلوخان در قالب فضایی وسیع تر از آنچه در دسته اول دیده شد به ایفای نقش بین بنا و گذر می‌پردازد و از لحاظ جزئیات و تزیینات غنی تر و بارزتر از دسته اول بوده و دارای سر در رفیع تر و گاه پیر نشین گسترده‌تری می‌باشند. در، سر در که گاه با آجر کاری، مقرنس یا کاربندی تزیین گردیده‌است. این دسته از جلو خان‌ها عموماً در خانه‌های شاخص و متعلق به افراد خاص و متمول شهر یا روستا مشاهده می‌گردند. علاوه بر مسکن‌های خاص، در ورودی بناهای عمومی مانند مساجد، مدارس، بازارها و حمام‌ها به ایفای نقش می‌پردازند.
در دسته سوم، جلوخان به شکل فضایی وسیع و گاه میدانی کوچک در جلوی در ورودی بنا به ایفای نقش می‌پردازد. عموماً در این دسته، جلوخان به صورت یک مفصل قوی و شاخص، حلقه ارتباطی بین ورودی بنایا گذر و فضاهای مجاور می‌باشد و بستر لازم را برای این ارتباط فراهم می‌نماید. در این دسته جلوخان به صورتی وسیع تر از دو دسته دیگر مطرح می‌باشد؛ سر در و پیش تاق، رفیع تر است. تزیینات و جزئیات آن کامل تر و وسیع تر می‌باشد و با ظرافت بیشتری کار شده‌است. پیر نشین‌ها عموماً گسترده‌تر و گاه دارای اشکالی متنوع و متفاوت نسبت به دو دسته دیگر می‌باشند. با توجه به ویژگی‌های آن نسبت به دو دسته دیگر از نظر تعداد کمتر است.
یکی از مصادیق بارز این دسته، جلوخان خانه حاج علی آقا در شهر رفسنجان می‌باشد. این خانه که به بزرگ‌ترین خانه خشتی جهان معروف است متعلق به یکی از تجار سرشناس زمان قاجار به همین نام بوده‌است.

## اجزای جلوخان عبارتند از: درب، سردرب، پیش تاق و پیر نشین
در: مهم‌ترین نقش آن کنترل ورود و خروج به خانه است و استفاده‌کنندگان پس از عبور از آن به اندرون خانه وارد یا از آن خارج می‌شوند. ابعاد تزیینات و تناسبات آن با توجه به تناسبات ورودی که خود با جایگاه و اهمیت خانه و ساکنین آن مرتبط است تعیین می‌گردد.
سردرب: بخشی از دیوار بالای در بنا، سردرب نام دارد. به ویژه در خانه‌های بزرگ این قسمت دارای تزییناتی از قبیل آجرکاری، کاشی کاری، گچ کاری، مقرنس یا انواع کاربندی می‌باشد.
پیش تاق: یکی از این اجزا که در گونه‌های مختلف آن مشاهده می‌شود، پیش تاق است که به صورت فضایی سرپوشیده و نیمه باز در جلوی درگاه ورودی می‌باشد به عبارتی یک بخش پیوسته به ساختمان در قسمت بیرونی است که یک فضای سرپوشیده برای درگاه ایجاد می‌کند. به فراخور کارکرد بنا، ابعاد و تزیینات
پیش تاق نیز تغییر می‌یابد. هرچه خانه شاخص تر و جلو خان آن وسیع تر، به تناسب، ابعاد این پیش تاق نیز بزرگ‌تر شده و تزیینات بیشتری را شامل می‌گردد. همان‌طور که پیش تر اشاره شد گاهی به پیش تاق، جلو خان نیز گفته می‌شده‌است.
پیرنشین: یکی دیگر از اجزای جلوخان، پیرنشین باشد. از بررسی نمونه‌ها در سه دسته یاد شده می‌توان نتیجه گرفت در غالب جلوخانها شاهد حضور پیرنشین هستیم. پیرنشین به صورت سکویی با ارتفاع مناسب جهت نشستن در فضای بیرون بنا و مرز بین داخل و خارج می‌باشد. این سکوها عموماً به صورت زوج و در دو طرف در ورودی است. گاهی در برخی نمونه‌ها تعداد بیشتری پیر نشین نیز مشاهده شده‌است مانند خانه بروجردی‌های کاشان که دارای شش سکوی پیر نشین در ورودی خانه می‌باشد. گاه نیز برخی از نمونه‌های جلوخان‌ها فاقد پیر نشین می‌باشد، مانند خانه حاج علی آقا در رفسنجان یا خانه دهش در اصفهان.
در برخی شهرها به پیر نشین، خواجه نشین نیز می‌گویند.

## تاریخچه
این اصطلاح معماری ایرانی از دوره صفویه در منابع به کار رفته و در دوره قاجار اصطلاحی رایج بوده‌است.

## کاربرد
ساخت جلوخان برای خانه‌های اعیانی دوره قاجار متداول بود احداث آن در باغهایی که دارای طراحی دقیقی بودند نیز مورد توجه قرار می‌گرفت، چنان‌که این شیوه در دوره قاجار معمول بود
جلوخانِ کاروانسراهای بیابانی وسیع ساخته می‌شد از نمونه‌های کاروانسراهای شهری، کاروانسرای مهیار اصفهان از دوره صفویه است که جلوخان آن به بازارچه متصل است.
گاه جلوخان محل نصب کتیبه‌ها و وقفنامه‌ها و فرمان‌ها بود. جلوخانِ مسجد امام تهران از نمونه‌های آن است

## رسالت و نقش جلوخان در معماری مسکونی بومی ایران
جلوخان در عین واقع شدن در فضای عبوری و در گذرها نهایت تلاش خود را می‌نماید تا فضایی با کیفیت جهت حضور و مهیا شدن جهت ورود به اندرون خانه فراهم نماید. جلوخان علاوه بر نقشی که در ساماندهی تعاملات اجتماعی در فضای بیرون خانه ایفا می‌کند، فضای حرکتی را به مکانی برای مکث و تأمل تبدیل می‌نماید. مخاطب این امکان را دارد تا با حضور در آن مکان به درک بهتر محیط بیرون و به خصوص بنا بپردازد.
می‌توان گفت جلوخان سعی در فراهم نمودن بستری در شأن مخاطبان دارد و به تبیین نقش آنها می‌پردازد؛ چرا که جایگاه و نقش مخاطب را در بیرون بنا تعریف می‌نماید و با احترام به مخاطب، بستری مناسب جهت مکث، تأمل، ورود، مشاهده و ملاقات دیگران فراهم می‌نماید. عناصری مانند پیرنشین نیز با بستر سازی به این امر کمک می‌نمایند. فلامکی در تعریف جلوخان می‌نویسد: پیش از اینکه پیمودن مسیر درونی فضای معماری آغاز شود، به ویژه در آن گونه‌هایی که مکان جمعی و خاص اموری اند معنوی و الهی، در معماری ایران فصلی وجود دارد پیش‌درآمد بر آنچه درون، دیده خواهد شد ورودی به مساجد و به کاروانسراها و به گرمابه‌های همگانی، همانند فضای معماری معمولاً متقارن و پناه دهنده ای که در حد فاصل در ورودی خانه و کوچه و گذر با تناسباتی پذیرنده که ساختنش تا چند دهه پیش در ایران متداول بود. به عنوان مفصلی که فضای درونی واحدهای معماری - شهری را به فضای برونی آنها یا بالعکس مرتبط می‌کند، یکی از ویژگی‌های اصیل معماری سرزمین ماست.